# Mauro Calligaris
Mauro Calligaris (ur. 6 maja 1952 w Trieście, zm. 8 sierpnia 2000 w Turynie) – włoski pływak.
W 1972 wystąpił na igrzyskach olimpijskich, na których wystartował na 400 m stylem zmiennym. Odpadł w eliminacjach, zajmując 5. miejsce w swoim wyścigu z czasem 4:52,02 s.
Po zakończeniu kariery został trenerem. Zginął w wypadku busa, którym prowadzona przez niego młodzieżowa drużyna pływacka jechała na zawody.
Był bratem Novelli.